# 장쑤 휴즈홀스
장쑤 휴즈홀스(중국어 간체자: 江苏钜马队)는 장쑤성 우시 시를 연고로 하는 중국야구리그(CBL) 소속의 야구팀이다. 2005년 창단했으며 홈구장은 우시야구훈련기지이다. 일본의 지바 롯데 마린스와 한국의 롯데 자이언츠와 업무 제휴를 맺고 있다.

## 팀명
- 차이나 호프스타스 (2005년 ~ 2006년)
- 장쑤 호프스타스 (2007년 ~ 2013년)
- 장쑤 페가수스 (2014년 ~ 2015년)
- 장쑤 휴즈홀스 (2016년 ~ 현재)

## 같이 보기
- 중국의 야구 리그
- 중국야구협회